# Premiership Rugby Cup 2019-20
La Premiership Rugby Cup 2019-20 fue la segunda edición del torneo de rugby para equipos de Inglaterra que participan en la primera división del mencionado país.

## Sistema de disputa
Cada equipo disputó tres partidos frente a sus rivales de grupo, además se agrega un cuarto partido en los denominados derby games, luego de la fase de grupos los mejores clasificados de cada grupo avanzan a las semifinales junto al mejor segundo.

## Desarrollo
Calendario de partidos

### Grupo 1
| Pos. | Equipo             | Encuentros | Encuentros | Encuentros | Encuentros | Tantos | Tantos | Tantos | PB | PB | Puntos |
| Pos. | Equipo             | PJ         | PG         | PE         | PP         | F      | C      | Dif    | BO | BD | Puntos |
| ---- | ------------------ | ---------- | ---------- | ---------- | ---------- | ------ | ------ | ------ | -- | -- | ------ |
| 1.º  | Sale Sharks        | 4          | 4          | 0          | 0          | 126    | 77     | +49    | 3  | 0  | 19     |
| 2.º  | Saracens           | 4          | 3          | 0          | 1          | 149    | 113    | +36    | 2  | 0  | 14     |
| 3.º  | Wasps              | 4          | 2          | 0          | 2          | 123    | 112    | +11    | 3  | 1  | 12     |
| 4.º  | Northampton Saints | 4          | 1          | 0          | 3          | 109    | 151    | -42    | 3  | 1  | 8      |

|  | Semifinalista. |

### Grupo 2
| Pos. | Equipo        | Encuentros | Encuentros | Encuentros | Encuentros | Tantos | Tantos | Tantos | PB | PB | Puntos |
| Pos. | Equipo        | PJ         | PG         | PE         | PP         | F      | C      | Dif    | BO | BD | Puntos |
| ---- | ------------- | ---------- | ---------- | ---------- | ---------- | ------ | ------ | ------ | -- | -- | ------ |
| 1.º  | Harlequins    | 4          | 3          | 0          | 1          | 106    | 89     | +17    | 1  | 1  | 14     |
| 2.º  | Bristol Bears | 4          | 2          | 0          | 2          | 95     | 110    | -15    | 1  | 0  | 9      |
| 3.º  | London Irish  | 4          | 1          | 0          | 3          | 116    | 121    | -5     | 2  | 2  | 8      |
| 4.º  | Gloucester    | 4          | 0          | 0          | 4          | 101    | 135    | -34    | 3  | 2  | 5      |

|  | Semifinalista. |

### Grupo 3
| Pos. | Equipo             | Encuentros | Encuentros | Encuentros | Encuentros | Tantos | Tantos | Tantos | PB | PB | Puntos |
| Pos. | Equipo             | PJ         | PG         | PE         | PP         | F      | C      | Dif    | BO | BD | Puntos |
| ---- | ------------------ | ---------- | ---------- | ---------- | ---------- | ------ | ------ | ------ | -- | -- | ------ |
| 1.º  | Exeter Chiefs      | 4          | 3          | 0          | 1          | 111    | 79     | +32    | 3  | 0  | 15     |
| 2.º  | Leicester Tigers   | 4          | 2          | 0          | 2          | 90     | 102    | -12    | 2  | 0  | 10     |
| 3.º  | Bath               | 4          | 2          | 0          | 2          | 83     | 98     | -15    | 2  | 0  | 10     |
| 4.º  | Worcester Warriors | 4          | 1          | 0          | 3          | 110    | 132    | -22    | 2  | 0  | 6      |

|  | Semifinalista. |

### Semifinales
| 2 de febrero de 2020 | Exeter Chiefs | 22 - 49 | Harlequins | Sandy Park, Exeter |  |

| 7 de febrero de 2020 | Sale Sharks | 28 - 7 | Saracens | AJ Bell Stadium, Mánchester |  |

### Final
| 21 de septiembre de 2020 | Sale Sharks | 27 - 19 | Harlequins | AJ Bell Stadium, Mánchester |  |

| Bandera de Inglaterra |
| Campeón Sale Sharks   |
| Primer título         |